# Sterculioideae
A sub-família Sterculioideae pertence à família Malvaceae, segundo o APG; pela classificação de Cronquist é uma família, Sterculiaceae. É uma subfamília difundida nos trópicos do mundo, sobretudo na América e África, com 13 gêneros e 488 espécies.
É uma família importante economicamente devido a 2 espécies, cultivadas em vários países tropicais: A cola (Cola acuminata), da qual as sementes são usadas na feitura de uma bebida homônima, usada como base para refrigerantes. Há outras espécies de menor valor como fonte de alimento, como o chichá, ou xixá (Sterculia chicha), que produz pequenas sementes negras que, tostadas, são saborosas e nutritivas, embora esta espécie seja cultivada mais pelas suas qualidades ornamentais.
Há ainda várias espécies ornamentais entre árvores e arbustos, com floração abundante e colorida, algumas vezes aromática (outras vezes, com flores de odor desagradável, como o próprio chichá).

## Gêneros
- Acropogon Schltr.
- Argyrodendron F. Muell.
- Brachychiton Schott & Endl.
- Cola Schott & Endl.
- Firmiana Marsili
- Franciscodendron B. P. M. Hyland & Steenis
- Heritiera Dryand.
- Hildegardia Schott & Endl.
- Octolobus Welw.
- Pterocymbium R. Br.
- Pterygota Schott & Endl.
- Scaphium Schott & Endl.
- Sterculia L.

1. 1 2  «Sterculioideae». Catalogue of Life. Species 2000: Leiden, the Netherlands. Consultado em 26 de março de 2024